# Oke-Idanre

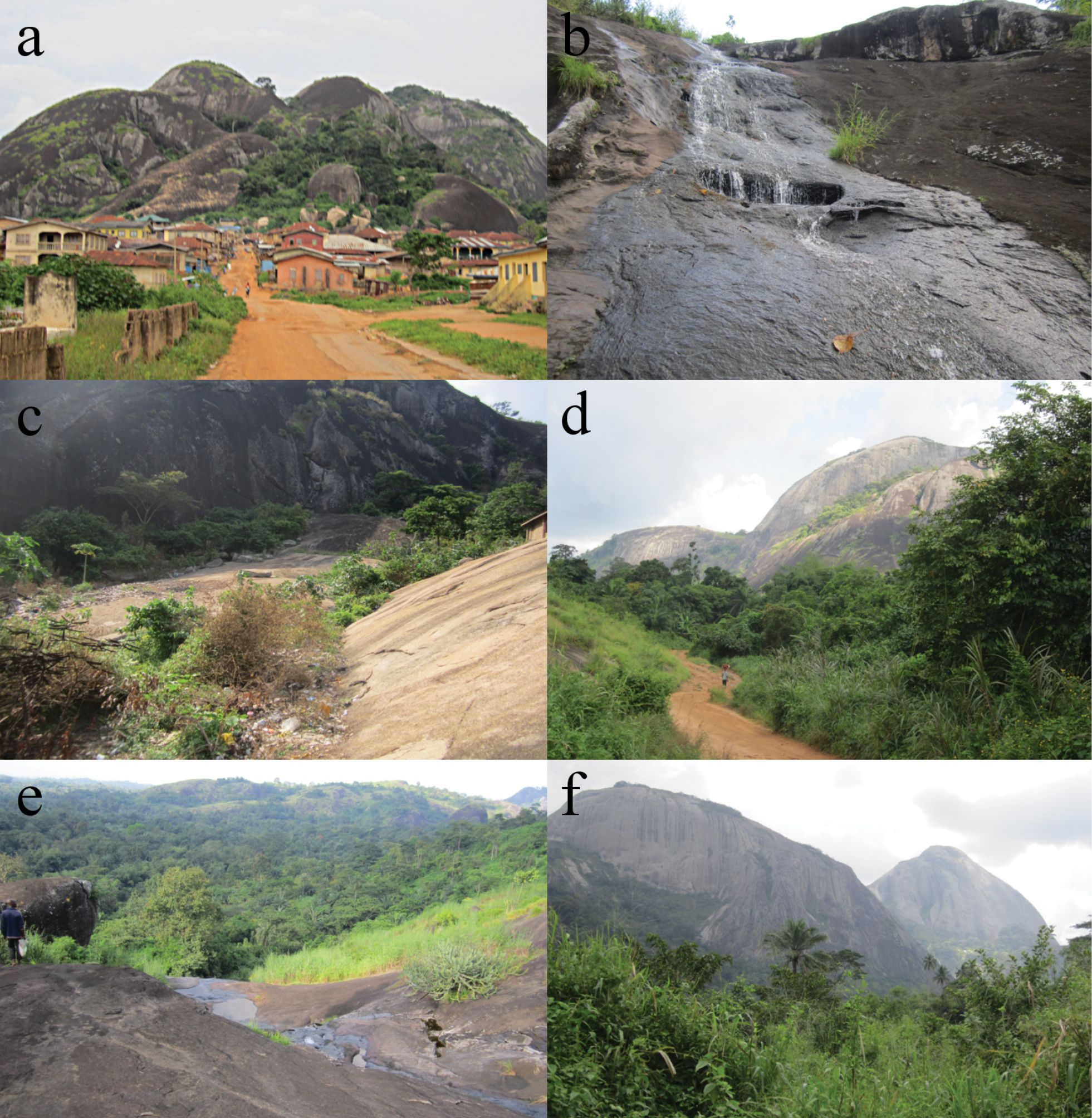

Oke-Idanre, på svenska "Idanrehöjden" är ett kulturlandskap i delstaten Ondo i sydvästra Nigeria.
Området har platser som "Owas palats, helgedomar, ett gammalt torg, klocktorn, agboogunfotavtryck, mullrande vatten (Omi Apaara) och gravområde med gravhögar.".
Platsen sattes upp på Nigerias förhandslista (tentativa lista) med landets planerade världsarvsnomineringar den 8 oktober 2007